# Peleng (cheval)
Pour l’article homonyme, voir Peleng.
Peleng (né le 30 mars 1978 au haras de Tersk, mort le 1er mai 2002) est un étalon alezan de race Arabe issu de souches russes, ancêtre de nombreux chevaux arabes de course réputés. C'est un fils de Nabeg et de la jument Palmira.

## Histoire
Peleng naît le 30 mars 1978 au haras de Tersk, et y devient un étalon reproducteur après sa fructueuse carrière de cheval arabe de course. En juillet 1985, au terme d'une vente aux enchères régulière, il est acquis pour 3,2 millions de dollars, ce qui constitue un record pour ce haras, par un Américain du nom de Gilbert C. van Camp. Paolo Gucci devient ensuite propriétaire de ce cheval. Peleng voyage dans de nombreux pays, dont les États-Unis, les Pays-Bas et l'Angleterre. Il est sacré deux fois champion national aux Pays-Bas, en 1987 et 1988. 
À la mort de van Camp, un autre homme très riche achète Peleng. Après un an et demi, il est de nouveau à vendre car ce dernier ne veut pas le mettre en quarantaine. Il est alors vendu à un haras en Norvège. Peleng meurt le 1er décembre 2002, en Norvège.

## Description
Peleng est un étalon Pur-sang arabe, de robe alezane. Il toise 1,62 m. Il est réputé pour la beauté de sa tête, avec de grands yeux, et pour ses mouvements comparés à ceux d'une danseuse.

## Origines
Peleng est un fils de l'étalon Nabeg et de la jument Palmira, par Salon. Il est l'un des meilleurs fils de Nabeg, étalon très connu en son temps.
| Origines de Peleng,. | Origines de Peleng,. | Origines de Peleng,. | Origines de Peleng,. |
| -------------------- | -------------------- | -------------------- | -------------------- |
| Père Nabeg           | Arax                 | Amurath Sahib        | 35 Amurath II        |
| Père Nabeg           | Arax                 | Amurath Sahib        | Sahiba               |
| Père Nabeg           | Arax                 | Angara               | Wielki Szlem         |
| Père Nabeg           | Arax                 | Angara               | Brda                 |
| Père Nabeg           | Nomenklatura         | Naseem               | Skowronek            |
| Père Nabeg           | Nomenklatura         | Naseem               | Nasra                |
| Père Nabeg           | Nomenklatura         | Mammona              | Ofir                 |
| Père Nabeg           | Nomenklatura         | Mammona              | Krucica              |
| Mère Palmira         | Salon                | Negatiw              | Naseem               |
| Mère Palmira         | Salon                | Negatiw              | Taraszcza            |
| Mère Palmira         | Salon                | Sonata               | Skrzyp               |
| Mère Palmira         | Salon                | Sonata               | Odaliska             |
| Mère Palmira         | Ptashka              | Priboj               | Piolun               |
| Mère Palmira         | Ptashka              | Priboj               | Rissalma             |
| Mère Palmira         | Ptashka              | Taktika              | Taki Pan             |
| Mère Palmira         | Ptashka              | Taktika              | Krona                |

## Descendance
Peleng engendre de nombreux poulains, dont SR Pokémon, par Primanka. Il est aussi le père de Gomel, qui a concouru en dressage au niveau Saint-Georges. 
Une histoire romancée à son sujet veut que Primanka, une arabe grise truitée, soit sa jument favorite. Elle meurt en 2001 au poulinage ; Peleng en aurait été si triste qu'il courait partout dans son pré en espérant la retrouver.